# U (kana)
う in hiragana o ウ in katakana, è un kana giapponese e rappresenta una mora. La sua pronuncia è [ɯ] ed in certi casi [u].
| Forma                          | Rōmaji | Hiragana        | Katakana        |
| ------------------------------ | ------ | --------------- | --------------- |
| Normale a/i/u/e/o (あ行 a-gyō) | u      | う              | ウ              |
| Normale a/i/u/e/o (あ行 a-gyō) | uu ū   | うう, うぅ うー | ウウ, ウゥ ウー |

| wa | うぁ | ウァ |
| wi | うぃ | ウィ |
| wu | う   | ウ   |
| we | うぇ | ウェ |
| wo | うぉ | ウォ |

| va | none | ヴァ |
| vi | none | ヴィ |
| vu | none | ヴ   |
| ve | none | ヴェ |
| vo | none | ヴォ |

## Scrittura

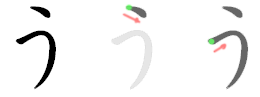
Stile di scrittura di う

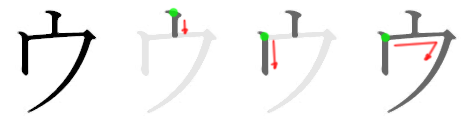
Stile di scrittura di ウ

## Rappresentazione in altri sistemi di scrittura
- Braille:

| ●● －－ |

- Codice Wabun: ・・－